# Englewood (Ohio)
Englewood es una ciudad ubicada en el condado de Montgomery, Ohio, Estados Unidos. Tiene una población estimada, a mediados de 2021, de 13 396 habitantes.
Es parte del área metropolitana de Dayton.
Dada su cercanía con el Aeropuerto Internacional de Dayton, dispone de varios hoteles de cadenas internacionales como Clarion, Best Western y Hampton Inn. 

## Geografía
La ciudad está ubicada en las coordenadas 39°51′54″N 84°18′34″O / 39.86500, -84.30944. Según la Oficina del Censo de los Estados Unidos, Englewood tiene una superficie total de 17.10 km², de la cual 16.99 km² corresponden a tierra firme y 0.11 km² son agua.

## Demografía
Según el censo de 2020, en ese momento había 13 463 personas residiendo en Englewood. La densidad de población era de 792.41 hab./km². El 74.08% de los habitantes eran blancos, el 17.59% eran afroamericanos, el 0.13% eran amerindios, el 1.89% eran asiáticos, el 0.01% era isleño del Pacífico, el 0.94% eran de otras razas y el 5.47% eran de una mezcla de razas. Del total de la población, el 1.71% eran hispanos o latinos de cualquier raza.